# Déjeuner en fourrure
Déjeuner en fourrure („Frühstück im Pelz“) ist ein Kunstwerk der Surrealistin Meret Oppenheim aus dem Jahr 1936. Es besteht aus Teetasse, Untertasse und Löffel, die mit chinesischem Gazellenfell überzogen sind. Es zählt zu den bekanntesten Werken Oppenheims und wurde zum Symbol des Surrealismus und zu einem Schlüsselwerk des 20. Jahrhunderts.

## Werk
Die Idee entstand, als Meret Oppenheim 1936 mit Pablo Picasso und Dora Maar im Café de Flore Kaffee getrunken hatte. Sie trug ein Armband aus Metall, innen mit Ozelotfell ausgekleidet, das sie für Elsa Schiaparelli entworfen hatte. Picasso kommentierte es mit dem Gedanken, man könne eigentlich alles mit Pelz überziehen. Sie erwiderte, man könne auch die Tasse und den Unterteller vor ihr so umkleiden. Kurz danach traf sie zufällig André Breton, der sie einlud, zu seiner geplanten ersten surrealistischen Ausstellung beizutragen.
Oppenheim kaufte daraufhin in einem Warenhaus der Monoprix-Kette eine Tasse mit Unterteller und Teelöffel. Die Tasse hat am oberen Rand einen Durchmesser von 10,9 cm, die Untertasse 23,7 cm. Beide zusammen sind 7,3 cm hoch. Die Löffellänge beträgt 20,2 cm. Diese Gegenstände überzog sie mit feinem Gazellenfell, das sie zuhause hatte. Für die Außenseite der Tasse und die Löffelschale verwendete sie das helle, fast weiße Bauchfell der Gazelle, für das Tasseninnere, den Löffelstiel und die Untertasse das dunklere, farbige, langhaarige Oberfell. Am Henkel der Tasse ließ sie das hellgelb glasierte Porzellan sichtbar. Oppenheim nannte ihr Werk nur schlicht Objet (Objekt), aber André Breton benannte es, von ihr unwidersprochen, in Das Frühstück im Pelz (Le Déjeuner en fourrure) um, in Anlehnung an Édouard Manets ehemaliges Skandalbild Das Frühstück im Grünen (Le Déjeuner sur l’herbe) und Leopold von Sacher-Masochs Novelle Venus im Pelz.
Breton stellte die Pelztasse 1936 in seiner Exposition surréaliste d'objets in der Pariser Galerie Charles Ratton vor. Im selben Jahr wurde das Werk auf der Londoner International Surrealist Exhibition sowie im Winter 1936/37 in der Ausstellung Fantastic Art, Dada, Surrealism im New Yorker Museum of Modern Art gezeigt, nachdem Alfred Barr jr. es für das Museum erworben hatte.
Die Pelztasse machte die junge Künstlerin, die sich 1933 dem Pariser Kreis der Surrealisten angeschlossen hatte, schlagartig bekannt. Verbreitet wurde das Déjeuner en fourrure in der Folge vor allem in der Abbildung des Fotografen Man Ray. Oppenheim wurde oft um ein Multiple der Tasse gebeten, produzierte aber stattdessen 1970 ironisch als Auflagenobjekt das bewusst kitschige zweidimensionale Souvenir du déjeuner en fourrure, eine Collage auf Papier, bestehend aus einem mit Brokat und Fellimitat beklebten Andenkenbildchen, das eine Tasse zeigt. Ein gewölbter Glasdeckel verhinderte die haptische Wahrnehmung.

## Einordnung und Rezeption
Obwohl das Œuvreverzeichnis von Meret Oppenheim mehr als 100 Werke umfasst, wird ihr Name hauptsächlich mit der „Pelztasse“ in Verbindung gebracht, auch wenn sie selbst es als eine ihrer weniger bedeutenden Arbeiten ansah. In einem Interview aus dem Jahr 1979 äußerte sie: „Ob ich ein Bild machte, auf das ich Knöpfe klebte, oder diese Idee realisierte mit dieser Tasse […], es war ein Ding unter anderen.“. „Dann war ich unter dieser Etikette von dieser ewigen Pelztasse – kein schlechtes Objekt, finde ich, aber ich hab’ ebenso gute andere Objekte gemacht, gleichzeitig“.
In den 1930er Jahren verwendeten viele surrealistische Künstler Alltags- und Naturgegenstände, die sie in bizarren Kombinationen zusammenbrachten und unbewusste und poetische Assoziationen hervorriefen. Die Pelztasse wurde zum bekanntesten Beispiel eines solchen Objet trouvé. Die Kunstwissenschaftlerin und Kuratorin Bice Curiger, die ein umfassendes Buch über Meret Oppenheim geschrieben hat, sagte, die Pelztasse bringe „sehr vieles auf den Punkt, was der Surrealismus in die Kunst eingebracht hat“ und auch heute werde der Surrealismus vielfach anhand der Tasse erklärt. Daneben war das Werk eines der ersten, das als Pelzkunst, die Pelz als wesentliches Material der Kunst außerhalb des Handwerks  in der Bildenden Kunst verwendete, in Erscheinung trat.
Der Kunsthistoriker und Museumsdirektor Werner Spies schrieb im Begleitkatalog zur Ausstellung Meret Oppenheim – Retrospektive: „mit ganz enorm wenig viel“ im Kunstmuseum Bern 2006, das Werk sei „jenseits aller seriellen Programmatik zu sehen: Mit seiner Absage an den profanen Gebrauch steht die Tasse in schroffem Gegensatz zum Formbegriff des Bauhauses, der auf Funktionalität Wert legt“.
André Bretons Umbenennung von Oppenheims Werk in Das Frühstück im Pelz transportiere „die hierarchische Auffassung der Beziehungen zwischen den Geschlechtern“, wie sie in den namensgebenden Werken Das Frühstück im Grünen und Venus im Pelz zum Ausdruck komme, auf die Pelztasse, obwohl diese Intention von Oppenheim nicht geteilt werde, befindet die Kunsthistorikerin Barbara Hess 2001.
Die Pelztasse verunsichert durch ihre widersprüchliche Botschaft und wird „von den Kritikern, geschult an den Vorlieben der Surrealisten, mit seinem Pelzwerk sofort in einem erotischen Kontext lokalisiert“. So meint Renée Riese Hubert, Professorin für Französisch und vergleichende Literatur an der University of California, Irvine, dass die Gegenstände, verkleidet mit Pelz, zwar ihre äußere Form behalten, ihr Porzellanskelett aber verbergen. Dadurch seien sie gleichzeitig sie selbst und doch nicht sie selbst, zudem entfunktionalisiert. Oppenheim spiele auf das Weibliche an: der Pelz verweist auf eine kostbar herausgeputzte Frau, die Tasse, hohl und doch rund, kann auf die weiblichen Genitalien anspielen, der Löffel mit seiner phallischen Form erotisiert das haarige Objekt zusätzlich. Oppenheim hinterfrage das Weibliche, ohne sich auf einen Körper zu beziehen. Will Gompertz, ehemaliger Direktor der Tate Gallery of Modern Art, schrieb über das Werk, seine sexuellen Konnotationen seien offensichtlich: „Das Trinken aus der pelzigen Tasse ist ein expliziter sexueller Verweis“. („drinking from the furry cup is an explicit sexual reference“.) In der angelsächsischen Vulgärsprache gibt es die Redensart „to drink from the furry cup“ als Umschreibung für Cunnilingus. Inwieweit ein Zusammenhang zu Oppenheims Arbeit besteht, ist nicht geklärt.
Auch Nanette Rissler-Pipka war der Meinung, das Kunstwerk eröffne „einen ganzen Apparat von Verweisungen, die zu einem großen Teil auch die Geschlechteridentität betreffen“. Neben der Umsetzung des surrealistischen  Konzepts des „Objet trouvé“ durch Kombination eines Massenprodukts mit einem semantisch weit von ihm entfernt liegenden anderen Objekt zitiere Oppenheim zwei Klischees des Weiblichen: die Hausfrau, symbolisiert durch das  Frühstücksgeschirr, und „die Natur-Frau, deren Geschlecht und spirituelle Erotik durch den Pelz assoziiert werden können“.
Meret Oppenheim widersprach in späteren Jahren den verschiedenen Deutungen ihres Kunstwerkes. In einem Interview aus dem Jahr 1979 sagte sie: „Was mich gereizt hat, als ich diese Idee hatte: der absolute Gegensatz von Pelz und Porzellan. Und all diese Auslegung, die jetzt da gemacht wird, diese ganzen erotischen Auslegungen, da habe ich nicht im Traum dran gedacht. Ich fand das nur komisch, eine Tasse mit Pelz. Also gut, von mir aus können Sie auslegen, wenn sie wollen!“